# David Moolenburgh
D.L. (David) Moolenburgh (Haarlem, 19 mei 1968) is een Nederlands bestuurder en CDA-politicus. Sinds 19 september 2019 is hij burgemeester van Zandvoort.

## Biografie

### Maatschappelijke carrière
Moolenburgh ging naar de IVO-mavo aan 't Heuveltje in Aerdenhout en naar de havo aan het Kennemer Lyceum in Overveen. Daarna volgde hij een lerarenopleiding aan de Hogeschool van Amsterdam waar hij zijn propedeuse behaalde. Vervolgens ging hij aan de Universiteit van Amsterdam politicologie en communicatiewetenschap studeren en werd aldaar bij het Letterkundig Dispuutgezelschap H.E.B.E. lid. Van zijn eerste studie behaalde hij de propedeuse, van zijn tweede studie zijn doctoraal. Later heeft hij ook nog een MBA behaald.
Na zijn opleiding was Moolenburgh van 1992 tot 1994 werkzaam als beleidsmedewerker voor de CDA-fractie in de Tweede Kamer, van 1994 tot 1998 als adviseur bij adviesbureau Pauw & Van Spaendonck en van 1998 tot 2005 als bestuursadviseur bij de Gemeente Den Haag. Van 2005 tot 2011 was hij werkzaam als hoofd Algemene Zaken en Public Affairs, en vanaf 2009 tevens als plaatsvervangend algemeen directeur, van Zeeland Seaports. Vanaf 2018 was hij actief als zelfstandig adviseur en interim-bestuurder.

### Politieke carrière
Moolenburgh was wethouder van De Ronde Venen. Van 2011 tot 2014 had hij in zijn portefeuille Ruimtelijke Ordening, Landelijk gebied en Groene Hart, Volkshuisvesting, Bouw- en woningtoezicht en Sport en van 2014 tot 2018 Ruimtelijke Ordening, Landelijk gebied, Volkshuisvesting, Bouw- en Woningtoezicht en Financiën. Per 19 september 2019 werd Moolenburgh benoemd tot burgemeester van Zandvoort.

### Persoonlijk
Moolenburgh, zoon van natuurarts Hans C. Moolenburgh, is getrouwd en heeft twee zoons. In zijn vrije tijd speelt hij basgitaar.